# Битка при Пиги
„Битката при Пиги (Извора)“ (на гръцки: Пηγή 'пиги' – извор) е голямо сражение между българи и византийци при Цариград в местността „Извора“ с дворцово-църковния комплекс Света Богородица Живоносен източник непосредствено пред Селиврийските врата (Порта Пиги или Празничните врата) на Цариградските стени, станало между 11 и 18 март 921 г. и завършило с голяма победа на българската армия.

## Причини
След големите си победи през 917 г. българският цар Симеон I се опитва да седне на византийския трон, виждайки междуособичните проблеми във Византия. Първата стъпка в плана на българския владетел е да стане регент и съвладетел (василеопатор) на малолетния император Константин VII, но през 919 г. младият и амбицизен военачалник Роман Лакапин, който се опитва да ограничи българското влияние над Византия, заменя Зоя (майката на императора и става регент). През 920 г. той се самопровъзгласява и за съимператор. По този начин изпреварва плановете на Симеон и проваля стремежите му да седне на трона в Константинопол по дипломатически път. През същата 920 г. българският цар започва война и до 924 г. отнема почти всички земи на Византия на Балканите.

## Битката
През 922 г. голяма българска армия, под командването на кавкан Теодор Сигрица, преминава бързо през Странджа и достига покрайнините на византийската столица – Константинопол. Роман Лакапин изпраща войска начело с Пот Аргир. Атаката на българите е неудържима и византийците бягат в опити да се доберат до корабите. По-голямата част от ромейската армия е унищожена или пленена.

## Следствие
Българите изгарят дворците Пиги, опустошват Златния рог и се завръщат триумфално в Преслав.